# Limboland
|  | Denne artikel er oprettet af botten PalnaBot ud fra en ekstern database. Den kan derfor have sproglige fejl eller mangler. Denne skabelon kan fjernes efter kontrol af indholdet. |

Limboland er en film instrueret af Jeremy Weller.

## Handling
Et virkelighedsbaseret drama, der fortæller om otte unge menneskers forsøg på at nedbryde kløften mellem modstridende kulturer: Den kultur, som har bragt dem til verden, og den fremmede kultur, som omgiver dem. I takt med, at de unge skuespillere udspiller deres private historier foran kameraet, udviskes skellet mellem deres virkelige liv og det drama, de skaber.